# CSKA Pomir Doesjanbe
CSKA Pomir Doesjanbe is een Tadzjiekse voetbalclub uit de hoofdstad Doesjanbe.

## Geschiedenis
De club werd opgericht in 1950 en is de enige club uit de Tadzjiekse SSR die er ooit in slaagde om in de Top Liga van de Sovjet-Unie te spelen en dit van 1989 tot 1991. In de laatste USSR beker bereikte de club de halve finale tegen CSKA Moskou. Sinds de onafhankelijkheid van Tadzjikistan speelt de club in de hoogste klasse van de competitie aldaar en werd al twee keer kampioen.

## Naamswijzigingen
- 1950-1955: Bolsjevik Stalinabad
- 1956: Kolchoztsji Stalinabad
- 1957: Oerozjaj Stalinabad
- 1958-1959: Chosilot Stalinabad
- 1960-1961: Energetik Stalinabad
- 1962-1969: Energetik Doesjanbe
- 1970-1991: Pamir Doesjanbe
- 1992-1997: Pomir Doesjanbe
- 1997-1998: SKA PVO Pomir Doesjanbe
- 1999-2006: SKA-Pomir Doesjanbe
- 2007-????: CSKA Pomir Doesjanbe

## Erelijst
Landskampioen
1992, 1995
Beker van Tadzjikistan
1992

## Bekende ex-spelers
- Chakim Foezajlov
- Vladimir Makarov
- Moechsin Moechamadnjev